# Herochroma subochracea
Herochroma subochracea är en fjärilsart som beskrevs av W. Warren 1894. Herochroma subochracea ingår i släktet Herochroma och familjen mätare. Inga underarter finns listade i Catalogue of Life.